# Alexandros Zannas

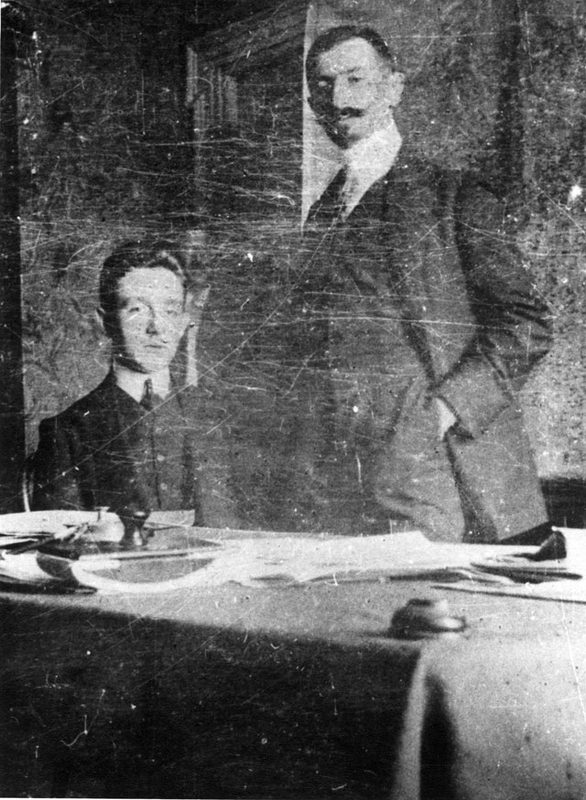
Alexandros Zannas (links) mit Alexandros Otonaios (rechts)

Alexandros Zannas (griechisch Αλέξανδρος Ζάννας; * 1892 in Thessaloniki; † 1963 in Athen) war ein griechischer Industrieller und Politiker.

## Leben
Alexandros entstammte einer bedeutenden griechischen Familie Thessalonikis. Nach dem Abitur ging er zum Studium der Ingenieurwissenschaften nach Deutschland an die Technische Hochschule Stuttgart und wurde dort 1911 Mitglied des Corps Stauffia. 1912 unterbrach er das Studium, um in den Balkankriegen für die Unabhängigkeit Griechenlands zu kämpfen. 1913 setzte er sein Studium in Stuttgart fort. Nach Ausbruch des Ersten Weltkrieges kehrte er nach Griechenland zurück. Nach den von den Liberalen boykottierten Dezemberwahlen von 1915 gehörte er zusammen mit Periklis Argyropoulos, Dimitrios Dingas´und Emmanouil Zymvrakakis zu den Gründern des Komitees für Nationale Verteidigung, das Eleftherios Venizelos als politischen Führer anerkannte und zu Armeeoffizieren und der Kretischen Gendarmerie Kontakt aufnahm.
Zunächst von Dezember 1929 bis März 1930 in der Regierung Venizelos Sekretär für Luftfahrt, war Alexandros Zannas von März 1930 bis Mai 1932 erster Luftfahrtminister Griechenlands. Unter seiner politischen Führung wurde die griechische Luftwaffe zur eigenständigen Teilstreitkraft geformt. Von Februar 1932 bis Mai 1932 war er zudem noch Landwirtschaftsminister.
Bei den Parlamentswahlen von 1933, bei denen die Royalisten die Mehrheit erhielten, wurde er wiedergewählt und stand in der Bewegung von 1935 auf der Seite seines Freundes Nikolaos Plastiras. Während der Besatzung Griechenlands im Zweiten Weltkrieg engagierte er sich im nationalistischen Widerstand und wurde von der italienischen Besatzungsverwaltung für einige Monate inhaftiert. Nach seiner Entlassung setzt er sein politisches Engagement fort und wurde 1950 wiedergewählt. Er gehörte dem Vorstand der liberalen Partei an.
Von Georgios Papandreou wurde Zannas zum Direktor der Internationalen Messe Thessaloniki ernannt. Er war verheiratet mit Virginia Delta (1897–1980), Tochter der Schriftstellerin Pinelopi Delta. Ein Enkel von Alexandros Zannas und Virginia Delta ist der griechische Ministerpräsident Andonis Samaras.

## Schriften
- Ο Μακεδονικός Αγών - αναμνήσεις, Thessaloniki 1960
- Η Κατοχή - αναμνήσεις, επιστολές, Athen 1964